# Savorgnan
I Savorgnan (talvolta anche Savorgnani) sono una famiglia aristocratica friulana, che nel 1385 fu ascritta al patriziato veneziano.

## Storia
Antica famiglia friulana, attualmente fiorente, originaria, secondo alcuni, dalla Moravia, e detta dei Cipronesi o Cipriani. Rodolfo e Corrado furono investiti nel 1254, dal patriarca di Aquileia, del feudo di Savorgnano, donde trassero il nuovo nome. Infeudata anche di una parte del castello di Udine, la famiglia si divise nei due rami: di Udine e di Cividale. La famiglia conta numerosi membri illustri, fra i quali, degni di particolare menzione, i seguenti:
Francesco, creato conte palatino nel 1362 da Carlo IV, ottenne dai patriarchi di Aquileia l'ufficio margraviale dell'Istria. Il figlio di lui, Federico III, nella pace di Torino tra Venezia e Genova (1381), rappresentò Udine e il Parlamento del Friuli, e fu assassinato, nel 1394, sembra per ordine di Giovanni di Moravia, patriarca di Aquileia.
Tristano, figlio di Federico e della nobile Orsina dei marchesi d'Este, dopo aver tentato invano di crearsi uno stato proprio sulle rovine del patriarcato di Aquileia, fu alla testa dell'esercito veneziano nel 1420, che portò al passaggio del Friuli sotto il dominio della Repubblica di Venezia.
Iacopo fu valoroso capitano: combatté contro Carlo VIII al Taro e contro Luigi XII a Novara; combatté pure contro Pisa a favore della Repubblica di Venezia; contribuì molto alla vittoria di San Regolo (1494).
Girolamo (1466-1529) fu uomo d'armi e ingegnere di valore; quando il Cadore fu invaso dai Tedeschi nel 1508, egli li sconfisse più volte, costringendoli alla fuga. Nel 1513, dopo la sconfitta veneta di Vicenza, si rinchiuse nella fortezza di Osoppo, e tanto tenace fu la sua resistenza agli imperiali, che questi finirono col levare l'assedio. Fu creato da Venezia conte di Belgrado (oggi frazione di Varmo).
Mario il Vecchio, figlio del precedente, si distinse anch'egli per capacità militare e per tecnica fortificatoria. Fu consigliere del duca di Urbino per le fortificazioni; combatté nel Belgio (1530) e poi nella Francia, dove esistono tuttora a Lendrecy i resti dei suoi lavori alle mura (baluardi e terrapieni). Scrisse il trattato Arte militare terrestre e marittima (Venezia 1599) e una Difesa del Friuli e della Milizia.
Giulio (1516-1595) è la figura forse più notevole della famiglia. Prestò la sua opera quasi tutta al servizio di Venezia, che nel 1567 lo creò sovrintendente generale dell'artiglieria e delle fortificazioni di tutto il territorio. Prese parte, nel 1539, alla difesa di Cattaro e fu governatore di Corfù, che fortificò di opere nuove. Nel periodo dal 1562 al 1566 fu a Candia e a La Canea costruttore sempre di opere militari: le principali si trovano però ancor oggi a Cipro, dove la fortezza di Nicosia lo vide iniziare la famosa cinta con undici baluardi; a Venezia, a Corfù e a Brescia si trovano altre tracce della sua opera. Egli fu inoltre l'ideatore del sistema dei "mezzi rivestimenti", vale a dire di rivestire i bastioni e le cortine non oltre il livello corrispondente al ciglione dello spalto, in modo perciò che non fossero esposti alla vista del nemico. Anche come artigliere fece studi sulla lunghezza dei pezzi e sui riflessi sul risultato balistico.
Germanico (1554-1600), altro uomo di guerra e ingegnere militare, combatté in Germania, dove diresse l'assedio di Bonn; in Ungheria lottò contro i Turchi, e a Visegrad nel 1597 venne creato consigliere di guerra e sovrintendente generale delle fortificazioni. Le sue opere principali furono compiute a Casale e a Praga. 
La casata trae il nome da Savorgnano del Torre, piccolo centro poco a nord di Udine (oggi frazione di Povoletto), di cui furono feudatari. Non è nota la data dell'investitura, ma probabilmente avvenne nella seconda metà del Duecento, successivamente alla rivolta del ghibellino Rodolfo Ciprioner contro il patriarca di Aquileia Gregorio da Montelongo: in quell'occasione il prelato avrebbe sottratto il castello al nobile ribelle per assegnarlo a uno dei figli di Federico di Colmalisio, che già nel 1261 aveva ottenuto un feudo di abitanza presso la stessa località. Suo figlio Leonardo è il primo ad assumere il cognome "di Savorgnano".
La tradizione li vorrebbe oriundi di Aquileia, o forse discendenti da un membro della famiglia Ciprionieri, che seguì Gisulfo I del Friuli, nipote del re Alboino dei Longobardi, durante la calata di questi ultimi in Italia. Dopo la vittoria di Carlo Magno sui Longobardi, il nuovo imperatore avrebbe istituito il Parlamento del Friuli (777), in seno al quale il casato dei Savorgnan si distinse come possessore del castello di Savorgnano, ottenendo in tal modo da Carlo Magno e dai suoi vicari (i Patriarchi di Aquileia) diverse giurisdizioni, baronie, feudi. Successivamente, il nobile Federico Savorgnan, "Vice Domino del Friuli" e marchese d'Istria, ottenne il titolo di conte palatino dall'Imperatore Carlo IV.
Nel 1385, la famiglia fu assimilata al patriziato veneziano nella persona del detto conte Federico, e tutti i loro titoli furono conseguentemente riconosciuti dal Consiglio dei Pregadi. Al 1797, anno della caduta della Serenissima, i Savorgnan compaiono ancora tra i casati aventi diritto di voto in Maggior Consiglio.
Lo stemma di famiglia è, ancora oggi, quello della città di Udine.
La famiglia si divise nel tempo in diversi rami:
- Savorgnan della Bandiera;
- Savorgnan dello Scaglione;
- Savorgnan del Torre;
- Savorgnan del Monte (d'Osoppo);
- Savorgnan di Brazzà o Brazzacco;
- Savorgnan di Osoppo.

### Brazzà-Brazzacco Savorgnan Cergneu
L'appellativo di questo ramo deriva da una serie di acquisti ed eredità: avuto in eredità il castello di Cergnèu con relativo titolo, ed acquistato il titolo di Brazzà, diventarono Brazzà-Brazzacco Savorgnan Cergneu, e furono confermati nobili con Sovrana Risoluzione del 24 novembre 1820 e confermati nel rango comitale il 24 maggio 1825.

### Savorgnan del Torre
Ha più stretta parentela con il ramo sopra descritto dei Cergneu. Oltre ai titoli appartenenti alla famiglia, questo ramo si fregiava del titolo di patrizi veneti. Nel 1623, costoro ottennero il titolo di marchesi dall'Imperatore Ferdinando II, in virtù dell'aiuto fornito a Massimiliano I durante le guerre d'Italia. Si estinsero verso la metà del XIX secolo, e loro eredi furono i Cergneu. L'ultimo esponente di questa linea dinastica fu Elisabetta Marianna Caterina Grimani, vedova di Mario di Giovanni Savorgnan del Torre, con il quale era convolata a nozze il 22 febbraio 1778. Il governo imperiale austriaco le riconobbe il rango nobiliare con Sovrana Risoluzione datata 1º dicembre 1817, a patto che si mantenesse in stato vedovile.

### Savorgnan di Osoppo
Durante la prima metà dell'Ottocento, questo ramo entrò in possesso dei beni ereditati dai parenti del ramo del Torre. Anche questa linea dinastica fece parte del corpo patrizio della città lagunare, titolo successivamente perduto nel tempo, e dal 1658 fu iscritta all'Ordine nobile della città di Udine. Costoro si fregiavano delle insegne di conti palatini, direttamente ereditate dal proprio antenato Federico, marchese d'Istria. Furono signori del feudo di Osoppo. Nella prima metà del secolo XIX, il conte Girolamo Carlo Marco, figlio di Giacomo di Ettore e della N.D. Benedetta Giustinian, avendo incamerato l'eredità dei del Torre, rivendicò anche il titolo marchionale concesso nel Seicento a questi ultimi dagli Imperatori. Gli Osoppo ottennero la conferma dell'avita nobiltà dall'Impero d'Austria con la Sovrana Risoluzione del 15 maggio 1825.

### Savorgnan del Monte (d'Osoppo)
Questo ramo tuttora fiorente discendente dal Nobile Federico di Savorgnano, del Monte, Patrizio Veneto, 1385 sposatosi con la Nobile Orsina d'Este, dei marchesi d'Este. Negli anni si susseguirono personaggi illustri come il figlio di Federico Savorgnan e Orsina d'Este, il nobile Tristano Savorgnan, Capitano di Udine sposatosi con la nobile Tarsia della Scala, dei Signori di Verona. Da questo matrimonio nacque il nobile Pagano Savorgnan del Monte sposatosi con la Nobile Maddalena dei Conti Zucco di Cuccagna il cui figlio, l'illustre Girolamo Savorgnan del Monte, Conte Palatino, Conte di Belgrado e di Palazzuolo, Signore d'Osoppo, Cavaliere di San Marco e Senatore, fu Uomo d'armi e ingegnere militare che sconfisse più volte i Tedeschi che invadevano il Cadore mettendoli in fuga. Nel 1513 difese la fortezza di Osoppo, costringendo gli Imperiali a levare l'assedio, fu creato da Venezia conte di Belgrado. Girolamo Savorgnan ebbe quattro mogli e più di venti figli, sposò in quarte nozze la Nobile Orsina Canal, Patrizia Veneta, da questo matrimonio discendono i membri odierni del casato.

## Membri illustri
- Giulio Savorgnan (1510 - 1595), ingegnere militare, costruì le fortificazioni di Candia e Nicosia e la città-fortezza di Palmanova
- Germanico Savorgnan (1554 - 1597), architetto militare, costruì la cittadella fortificata di Casale Monferrato
- Pietro Savorgnan di Brazzà (1852 - 1905), esploratore italiano naturalizzato francese; fondò nel 1880 la città di Brazzaville ancora oggi capitale della Repubblica del Congo.
- Enzo Savorgnan di Brazzà (1910 - 1945), militare e politico italiano.
- Franco Rodolfo Savorgnan (1879 - 1963)

## Luoghi e architetture
Palazzi
- Palazzo Savorgnan, a Cannaregio
- Palazzo Savorgnan Rizzolatti, a Pinzano al Tagliamento
- Villa Savorgnan di Brazzà, a Roma

Ville
- Villa Savorgnan, a Povoletto
- Villa Savorgnan, a Lestans
- Villa Savorgnan Cergneu di Brazzà, a Pagnacco
- Villa Savorgnan di Brazzà, a Moruzzo
- Villa Savorgnan di Brazzà, a Roma
- Villa Savorgnan Fior Pasi, ad Aquileia
- Villa Savorgnan Ottelio, a Ariis di Rivignano
- Villa Ilenia, a Torviscosa
- Villa Savorgnan Minciotti, Camino al Tagliamento
- Villa Savorgnan, a Bibano
- Villa de Piccoli, Savorgnan di Brazzà, Manzano

Altro
- Castello di Pinzano, a Pinzano al Tagliamento, assegnato ai Savorgnan dopo l'eccidio del 1344[9]
- Castello Savorgnan di Artegna
- Parco Savorgnan, sempre a Cannaregio